# Live at Last (álbum de vídeo de Anastacia)
Anastacia: Live at Last foi o segundo DVD da cantora americana Anastacia, lançado em 2006. Esse é o seu primeiro álbum de vídeo ao vivo, gravado na Alemanha em Berlim dia 24 de outubro de 2004 na arena Velodrom e em Munique dia 26 de outubro de 2004 na arena Olympiahalle. Esse DVD mostra imagens de sua turnê "Live at Last Tour", ele e composto por dois discos, o primeiro disco com o seu show e o segundo com um documentário e videos bônus.

## Faixas
Disco 1
1. Sequência de Abertura
2. Introdução
3. "Seasons Change"
4. "Why'd You Lie to Me"
5. "Sick and Tired"
6. "Secrets"
7. "Not That Kind"
8. "Funky Band Breakdown"
9. "Freak of Nature"
10. "Ballet Interlude"
11. "Black Roses"
12. "You'll Never Be Alone"
13. "Heavy on My Heart"
14. "Welcome to My Truth"
15. "Underground Army"
16. "Who's Gonna Stop the Rain"
17. "Overdue Goodbye"
18. "Time"
19. "Left Outside Alone"
20. "I Do"
21. "Make a Difference Exit"
22. "Paid My Dues"
23. "I'm Outta Love"

Disco 2
Making of do "Live at Last" (Documentário) - 1h 05 seg
Vídeos alternativos
1. "Seasons Change" - 4:17
2. "Rearview" - 4:12
3. "Underground Army"
4. "Time" (Video Remix)"4.00
5. "I Do" - 3:04

Videoclipe
1. "Everything Burns" (Versão do Single) - 3:43
2. "Left Outside Alone" - 4:17
3. "Pieces of a Dream" - 4:03
4. "I Belong to You (Il Ritmo della Passione)" (com Eros Ramazzotti) - 4:24

## One Day In Your Life (Desempenho ao vivo)
Por razão desconhecida, o desempenho ao vivo da música "One Day in Your Life" não foi incluída no DVD, embora tenha sido realizada nas duas arenas.

## Desempenho

### Posições
| Tabelas musicais (2006)        | Melhor posição |
| ------------------------------ | -------------- |
| Austrian Music DVDs Top 10     | 1              |
| Finland Music DVDs Chart       | 1              |
| German Music DVD Top 20        | 1              |
| Italian "DVD Musicali" Top 20  | 1              |
| Dutch Music DVDs Top 10        | 1              |
| Belgium Ulta Music DVDs Top 10 | 2              |
| Hungary Music DVDs Chart       | 3              |
| Portuguese Music DVDs Top 30   | 3              |
| Spanish Music DVDs Top 10      | 3              |
| UK Music DVD Chart             | 4              |
| Greece Music DVD Chart         | 5              |
| Denmark Music DVD Top 10       | 5              |
| France Music DVD Chart         | 8              |
| Australian Top 40 Music DVDs   | 33             |

## Créditos e referências
Gráficos de DVDS de música:
- «Mais informações sobre o álbum de vídeo»
- «Austrália»
- «Áustria»
- «Belgica»
- «Dinamarca»
- «Alemanha»
- «Itália»
- «Países Baixos»